# Aeroportul Block Island State
Aeroportul Block Island State (IATA: BID, ICAO: KBID, FAA LID: BID) este un aeroport din Rhode Island, Statele Unite ale Americii ce deservește zona Block Island⁠(d). Aeroportul a fost tranzitat în 2019 de 33.814 pasageri. A fost deschis în 1950 și numit după zona deservită.
Situat la o altitudine de 33 m, aeroportul dispune de 1 pistă.

## Infrastructură

### Piste
Aeroportul dispune de o singură pistă. Pista 10/28 are suprafața de asfalt și dimensiunile 2.502 picioare × 100 picioare. 